# Letheobia simonii
Espèce
Synonymes
- Onychocephalus simoni Boettger, 1879
- Rhinotyphlops simonii (Boettger, 1879)
- Typhlops simonii (Boettger, 1879)

Statut de conservation UICN

 LC  : Préoccupation mineure
Letheobia simonii est une espèce de serpents de la famille des Typhlopidae. 

## Répartition
Cette espèce se rencontre en Israël, en Syrie et dans le nord-ouest de la Jordanie.

## Étymologie
Cette espèce est nommée en l'honneur de Hans Simon.

## Publication originale
- Boettger, 1879 : Vorträge und Abhandlungen. Reptilien und Amphibien aus Syrien. Bericht über die Senckenbergische Naturforschende Gesellschaft in Frankfurt am Main, vol. 1879, p. 57-84 (texte intégral).